# Зігфрід Келер (велогонщик)
Зігфрід Келер (нім. Siegfried Köhler, 6 жовтня 1935) — німецький велогонщик. Срібний призер Олімпійських Ігор 1960 року в командній гонці переслідування, учасник 1956 року.